# Алтынышик, Мелике
Мелике Алтынышик (род. 1980, Адапазары) — турецкий архитектор, академик.
Создательница работ различного масштаба: от проектов культурных зданий, таких как высотные здания, конференц-центры и музеи, до специальных проектов производственной мебели. Получила различные международные награды и вошла в число 40 лучших архитекторов до 40 лет в Европе в 2018 году. Архитектор телебашни Кючук-Чамлыджа, самого высокого сооружения в Стамбуле, и «Музея робототехники» в Сеуле.

## Биография
Мелике родилась в Сакарье в 1980 году. В детстве она отличалась склонностью к исследованию пространства и дизайна.
Она закончила бакалавриат на архитектурном факультете Стамбульского технического университета, став в 2003 году лучшей студенткой, и поехала в Англию, чтобы получить степень магистра архитектуры и городского дизайна. В 2006 году она завершила свое образование в Лаборатории исследований дизайна Архитектурной ассоциации (AADRL) в Лондоне. Её диссертация под названием «Городское лобби» была признана достойной международных наград, таких как FEIDAD Design Award 2006 (Дальневосточная международная премия за дизайн цифровой архитектуры), Swiss Arts Award 2007 и DOM-ACXT 2008 (Международная премия за архитектурный диплом).
Благодаря предложению о работе Захи Хадид и Патрика Шумахера, с которыми она познакомилась во время магистратуры, она приобрела опыт работы в международных проектах в качестве менеджера проектов в офисе «Zaha Hadid Architects» (ZHA) (2006—2013). С 2006 по 2012 год Мелике работала над стамбульским проектом Картал-Пендик, принимала участие в проектах разного масштаба и типа в 12 разных странах.
Она разработала проект, который занял третье место в конкурсе идей, открытом муниципалитетом Стамбула в 2011 году, и который был принят к реализации в 2013 году по решению тогдашнего премьер-министра Тайипа Эрдогана.
Алтынышик вернулась в Турцию в 2012 году. Она присоединилась к команде магистратуры по архитектуре Стамбульского университета Билги. В 2013 году она основала компанию Melike Altınışık Architects (MAA). В 2018 году она была включена в список премии «Европа 40 до 40», который определяет 40 самых успешных архитекторов и дизайнеров в возрасте до 40 лет.
Она заняла первое место в открытом в 2019 году конкурсе на строительство «Музея робототехники» в Сеуле, Южная Корея.
В 2020 году архитектор планировала участвовать в проекте в Краснодаре.